# 17 ragazze
(Camille)
17 ragazze (17 filles)  è un film del 2011 diretto da Delphine e Muriel Coulin.

## Trama
Le 17 ragazze, tutte adolescenti, frequentano la stessa scuola di Lorient: quindici di esse, a breve distanza di tempo l'una dall'altra, restano incinte e desiderose di portare a termine la propria gravidanza. Delle altre due, una, Mathilde, rimane vicina alle sue amiche anche senza aver voluto fare altrettanto; l'altra, Florence, simulerà con un finto pancione fino a quando non sarà scoperta e allontanata. La voce narrante all'inizio e alla fine del film è quella di Clémentine.
Tutto inizia quando Camille, diciassettenne dal carattere volitivo, scopre di aspettare un bambino, per colpa del preservativo che non ha funzionato durante un rapporto. L'occasione le è propizia per aspirare a una vita migliore di quella che la circonda, sentendosi mal sostenuta dal mondo degli adulti ai quali imputa una predestinazione verso quella che chiama senza mezza termini "una vita di merda": decide dunque di non abortire. Le sue amiche, inizialmente dubbiose, decidono di starle vicino: dopo che Florence, ragazza introversa e già piuttosto invisa al gruppo, viene per caso a conoscenza della notizia, non ancora di pubblico dominio, rivela a Camille di essere anche lei incinta. La sua bugia sarà smascherata soltanto qualche mese dopo, ma l'idea di non essere già l'unica, permette a Camille di condividere con le sue amiche del cuore la sua fantasia di una vita da passare insieme, unite in un unico destino di ragazze madri, libere dall'oppressiva mentalità dei genitori, e anzi con la voglia di rivendicare tutti i diritti e l'emancipazione che si devono a una madre in procinto di partorire. Le amiche di Camille sposano in pieno l'idea, e per loro sarà (appunto) un gioco da ragazzi rimanere incinte attraverso rapporti occasionali e non protetti. La diffusione della notizia innesca una reazione a catena, e altre ragazze della stessa scuola seguono la loro stessa sorte, fino a un numero di quindici gravidanze. Tra queste la più problematica è quella di Clémentine, che è fisicamente più piccola e più fragile delle altre, e dovrà faticare non poco per trovare un padre per il suo bambino, o meglio un ragazzo, che non la veda ancora come una bambina, con cui fare l'amore, al punto da arrivare ad offrirsi a pagamento. Di lei si segue anche il forte ostracismo dei suoi genitori contro i quali dovrà combattere.
Mentre le famiglie di queste ragazze e le istituzioni, in modo particolare quella scolastica, si interrogano sulle cause di questo fenomeno e sui tentativi di arginarlo (fino anche a pensare di poter espellere Camille dalla scuola, indicata come il motore dell'intera vicenda), le ragazze continuano a vivere normalmente la loro vita, alternando lo studio e il tempo libero, alle continue ecografie, controlli, e ginnastiche prenatali, senza lesinare alcol e sigarette e serate con i ragazzi, di cui non viene svelato se siano sempre coloro che hanno dato il loro prezioso contributo. Al termine di una serata trascorsa davanti a un falò, in seguito a un piccolo incidente in macchina, Camille accusa un malore: trasportata all'ospedale, subisce il distacco della placenta e perde il bambino. La ragazza accompagnata dalla madre, lascia la città facendo perdere progressivamente le proprie tracce, limitandosi a mandare un messaggio in occasione dei parti delle altre ragazze che nel frattempo hanno dato alla luce i loro bambini e continuano a frequentarsi, benché abbiano abbandonato i loro fantasiosi progetti di una vita insieme.

## Produzione
Il film si ispira a un fatto analogo realmente accaduto nel 2008 in un liceo di Gloucester, Massachusetts, che aveva fatto notizia in tutto il mondo. Le registe hanno poi deciso di trasferire l'azione dagli Stati Uniti alla loro città natale Lorient, nella Bretagna meridionale.

## Distribuzione
Il film è stato presentato in anteprima alla Settimana internazionale della critica del Festival di Cannes il 14 maggio 2011, venendo distribuito nelle sale cinematografiche francesi da Diaphana Films a partire dal 14 dicembre 2011. È stato distribuito nelle sale cinematografiche italiane da Teodora Film a partire dal 23 marzo 2012, dopo un'anteprima al Torino Film Festival.

## Riconoscimenti
- 2012 – Premi César
  - Candidatura per la migliore opera prima
- 2011 – Festival del cinema americano di Deauville
  - Premio Michel d'Ornano
- 2011 – Torino Film Festival[4]
  - Premio speciale della giuria
- 2011 – Festival internazionale del cinema di Bratislava
  - Premio della gioventù